# Heartless (fictief wezen)
De Heartless zijn kwaadaardige schaduwwezens uit de Japanse RPG-game Kingdom Hearts. Ze zijn binnen het spel de belichaming van "het duister" en hebben, zoals de naam al zegt, geen harten. Daarom zoeken ze wezens uit met harten om eigen voortbestaan te verzekeren. Hun tegenpool zijn de Nobodies.